# ازدواج همجنس در کالیفرنیا

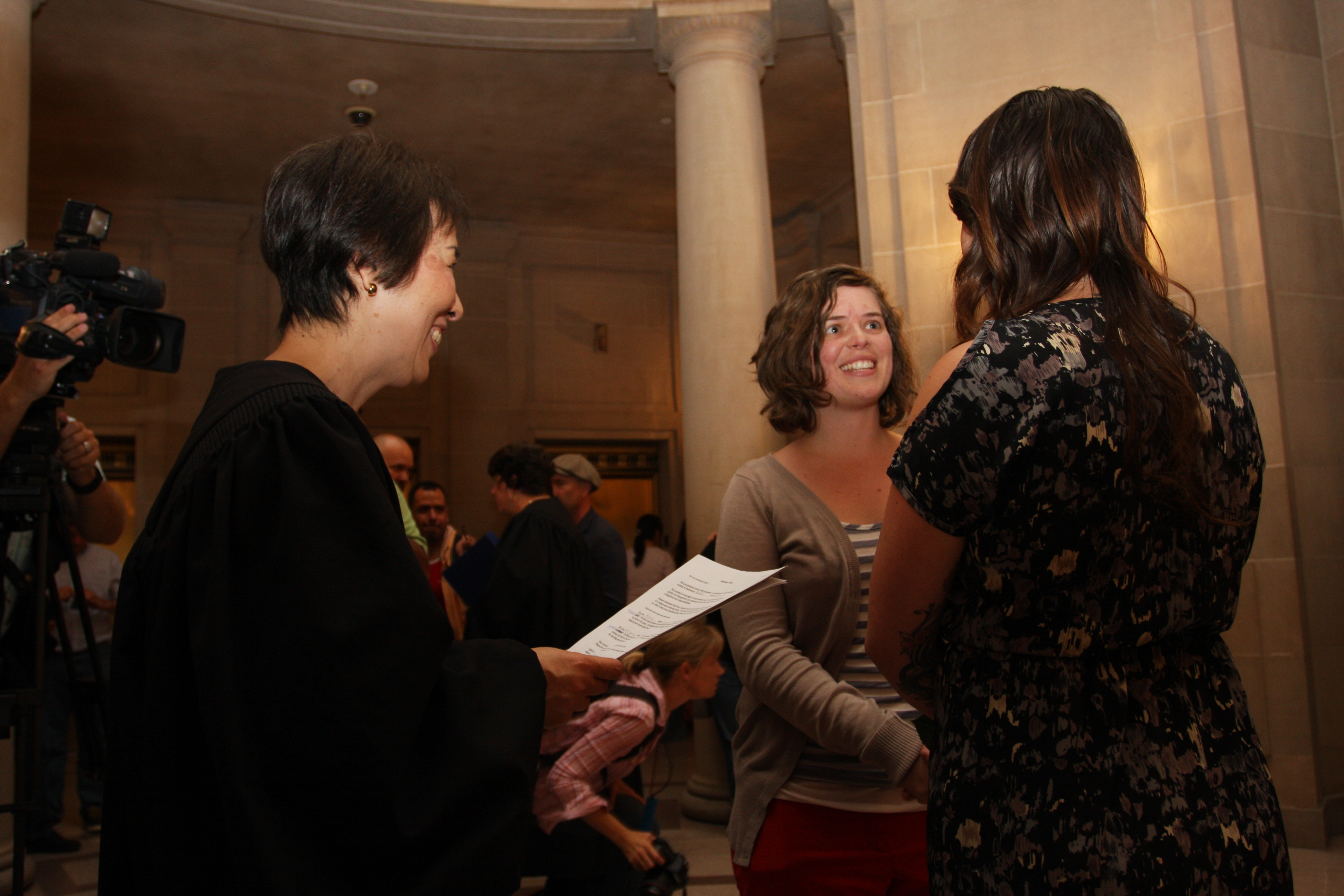
ازدواج یک زوج همجنسگرا در ۲۰۱۳

وضعیت ازدواج همجنس‌ها در کالیفرنیا انجام می‌شود، اما وضعیت آن میان پنجاه ایالت آمریکا یکتابود. این ایالت قبلاً امکان ازدواج همجنس‌ها را از ۱۶ ژوئن ۲۰۰۸ می‌داد این قانون توسط دادگاه عالی کالیفرنیا تصویب شد اما به علت پیشنهادی کالیفرنیا ۸، رفراندومی که با ۵۲٪ تصویب شد، این قانون در پنج نوامبر ۲۰۰۸ لغو شد. این پیشنهادی یک اصلاحیه بر قانون اساسی کالیفرنیا بود که ازدواج را فقط میان دگرجنس‌گرایان تعریف کرد.
در ۴ اوت ۲۰۱۰ یک دادگاه فدرال در پرونده پری در برابر شوازنگر پیشنهادی کالیفرنیا ۸ را مغایر با قانون اساسی آمریکا دانست و این تصمیم در ۷ فوریه ۲۰۱۲ توسط دادگاه ناحیه نهم تأیید شد. هنوز بحث قانونی ادامه دارد و به همین دلیل امکان ازدواج میان همجنس‌گرایان تا الان وجود ندارد. این پرونده اکنون به دادگاه عالی آمریکا ارسال شده‌است. در این پرونده ادعا شده‌است که ازدواج از حقوق اساسی هر شهروندی است و هیچ اکثریتی حق ندارد حقوق اقلیت‌ها را سلب کند (اصلاحیه چهاردهم قانون اساسی آمریکا) بنابرین ممنوع کردن ازدواج همجنس‌ها عملی مغایر با قانون اساسی است. بعد از ان این پرونده به دادگاه عالی آمریکا رفت و آنجا تصویب شد که پراپ ۸ مخالف قانون اساسی آمریکاست و این ممنوعیت نباید ادامه یابد.
کالیفرنیا اکنون ازدواج همجنس‌ها را در هر جایی از جهان انجام شده‌باشد و ازدواج‌هایی که در سال ۲۰۰۸ انجام شد را به رسمیت می‌شناسد همچنین دیگر انواع زندگی مشترک مانند اتحاد مدنی نیز برای همجنس‌گرایان قابل صورت گرفتن است.